# Би Би Си 2
Би Би Си 2 (на английски: BBC 2, British Broadcasting Channel 2) е вторият канал на британската национална телевизия.
Излъчва се в Обединеното кралство, Остров Ман и Нормандските острови. Предава се чрез Би Би Си, като първия ден на излъчване е 20 април 1964 година. На 1 юли 1967 година Би Би Си 2 става първият телевизионен канал в Европа, който започва да се предава на цветен екран.
Каналът има и HD версия, която започва излъчване на 26 март 2013 година на мястото на Би Би Си Ейч Ди.